# Kainga
Kainga est une localité, située juste au nord de la cité de Christchurch, dans la région de Canterbury dans l’ Île du Sud de la Nouvelle-Zélande.

## Situation
Elle siège immédiatement au sud de la ville de Kaiapoi,  sur de la berge sud du fleuve Waimakariri, sur le trajet d’une petite route conduisant au nord-est à partir de la route State Highway 1/SH 1 .

## Histoire
À l’origine, établie comme un groupe de petites huttes de pêcheurs sur le côté sud du fleuve Waimakariri, la localité s’est plus tard développée comme une petite zone résidentielle.
Une petite forêt de plantation siège au sud-ouest du village .